# Corsair International
Corsair International, in passato conosciuta come Corsair e Corsairfly, è una compagnia aerea charter francese, con sede a Rungis nell'Île-de-France. La sua base principale di armamento è presso l'aeroporto di Orly. La compagnia effettua voli regolari e charter. 
Con oltre 2 milioni di passeggeri trasportati, nel 2008 Corsairfly era la seconda compagnia aerea francese, dopo Air France. Nel 2012 era l'ottava compagnia aerea francese per traffico passeggeri con 1,2 milioni di passeggeri.

## Storia

### I primi anni
La società fu fondata nel 1981 dalla famiglia Rossi della Corsica con il nome di Corse Air International. Iniziò le operazioni a maggio 1981 effetuando voli charter con un Caravelle SE-210.
Nel 1990 l'importante tour operator Nouvelles Frontières ha rilevato la società, ribattezzandola Corsair (con conseguente cambio di logo e livrea). In quell'anno otteneva anche l'autorizzazione ad effettuare voli verso le Antille con il suo primo Boeing 747-100.
Nel 1991 ha introdotto in flotta il secondo Boeing 747-100,  per servire La Réunion, Bangkok, Montréal, New York, Dakar e Los Angeles.
Nel 1992 ha ricevuto il terzo Boeing 747 (con una capacità di 539 posti) per servire la rotta Los Angeles-Papeete; ha sostituito anche i due Boeing 737-300 (da 148 posti) con dei Boeing 737-400 (da 173 posti).
Nel 1995 ha ricevuto due Boeing 747, un -200 e un -300, il primo per sostituire il più vecchio dei Boeing 747-100, e il secondo (con 580 posti) per ampliare la flotta.
Nel 1997 ha acquistato un altro Boeing 747-300 da 580 posti. Nell'aprile 1998 la sua sede è stata trasferita a Rungis.
Nel 1999 l'ultimo Boeing 747-100 è stato sostituito con un terzo Boeing 747-300, inoltre sono stati acquistati due Airbus A330-200. Nello stesso anno, il 3 marzo, iniziavano i collegamenti di linea.
Nel 2000 inizia l'apertura alla vendita di biglietti aerei per voli di linea attraverso le agenzie di viaggio.
Nel 2001 è entrata nel capitale la Preussag, il più grande tour operator mondiale.

Nel settembre 2002 il tour operator TUI AG (ex Preussag) ha preso il controllo completo del gruppo: rileva la Nouvelles Frontières e quindi anche la Corsair. Nello stesso anno, la compagnia ha ricevuto il quinto Boeing 747-300.

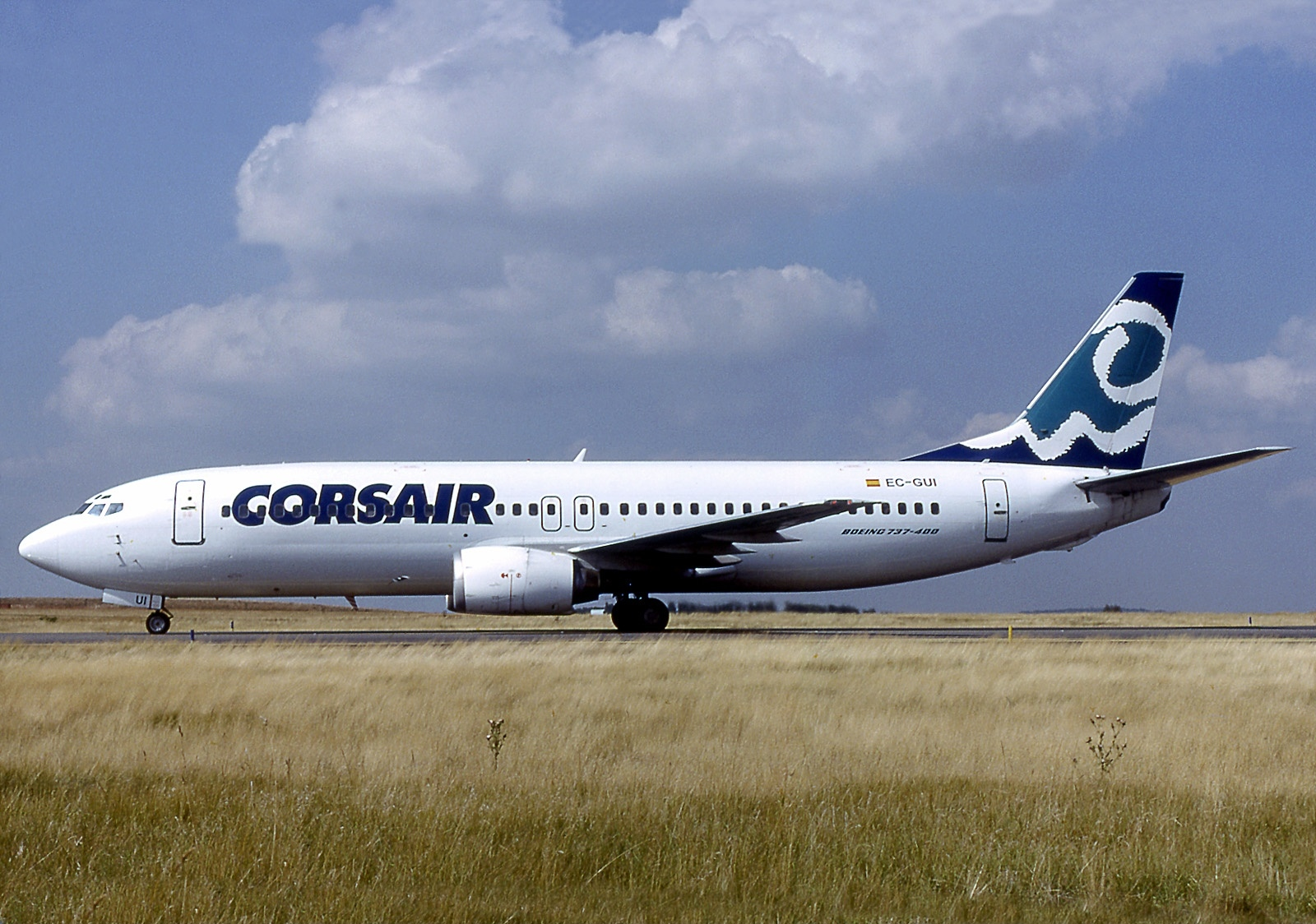
Un Boeing 737-400 con la denominazione utlizzata tra il 1990 e il 2005

Nel 2003 è stato realizzato il sito web " www.corsair.fr ", continuando la vendita di voli di linea, e per l'occasione è stata lanciata la prima campagna pubblicitaria.
Nel 2004 è entrato in servizio il primo Boeing 747-400 (con la nuova livrea), iniziando il processo di sostituzione dei 5 Boeing 747-300 con 747-400 (concluso a fine 2007); è avvenuto anche il lancio della seconda campagna pubblicitaria e l'ingrandimento della sede di Rungis.
Nel 2005 Corsair ha adottato una nuova identità visiva, con il logo e la livrea del gruppo TUI AG. La compagnia ha anche cambiato il nome in Corsairfly, uniformandosi alla denominazione delle compagnie aeree del gruppo TUI AG. Entrava in servizio il primo Boeing 747-400 con la scritta www.corsair.fr, il nuovo logo e la nuova livrea, oltre al lancio della quarta campagna pubblicitaria. 
Nel 2007 Air Canada e Corsairfly hanno firmato un accordo commerciale. È inoltre stata aperta la rotta Parigi-Dzaoudzi con un Airbus A330-200 e la compagnia ha focalizzato l'attenzione commerciale sulle famiglie.
Nel 2008 è stata inaugurata la rotta Lione-Antille con Airbus A330-200 e lanciato il programma frequent flyer "Air2famille". Corsairfly è entrata nel sistema di prenotazione GDS Amadeus ed ha aperto la rotta Parigi-Tel-Aviv, seguita nel 2009 dalla rotta Nantes-Québec, attivando collegamenti in code-share con Air Canada.
Nel 2010 è stata aggiunta la rotta Parigi-Miami e incrementata la Parigi-Mayotte.

### Sviluppi recenti
Il 22 marzo 2012 la compagnia ha annunciato il cambiamento del nome in Corsair International, con aggiornamento della livrea. Tutte le altre compagnie del gruppo TUI hanno uniformato nome e livrea a quelli della compagnia madre dal 2015, mentre Corsair è rimasta l'unica ad avere un'identità visiva indipendente.
Questo perché il gruppo TUI ha manifestato l'intenzione di vendere Corsair, che nel frattempo stava operando in perdita. Dopo diversi anni l'operazione si è concretizzata, col tour operator che ha ceduto il 53% della proprietà nel marzo 2019, al gruppo tedesco Intro Aviation. Il 27% delle azioni è rimasto in mano a TUI.
In seguito alla Pandemia di COVID-19, Corsair ha ritirato tutti i propri Boeing 747-400 nell'aprile 2020. A marzo 2021 ha ricevuto il primo Airbus A330-900neo, che entro fine 2024 diventerà l'unico modello operato (con il ritiro degli A330-300).

## Accordi commerciali
Al 2024 Corsair International ha accordi di codeshare con le seguenti compagnie:
- Air Austral

## Flotta

### Flotta attuale

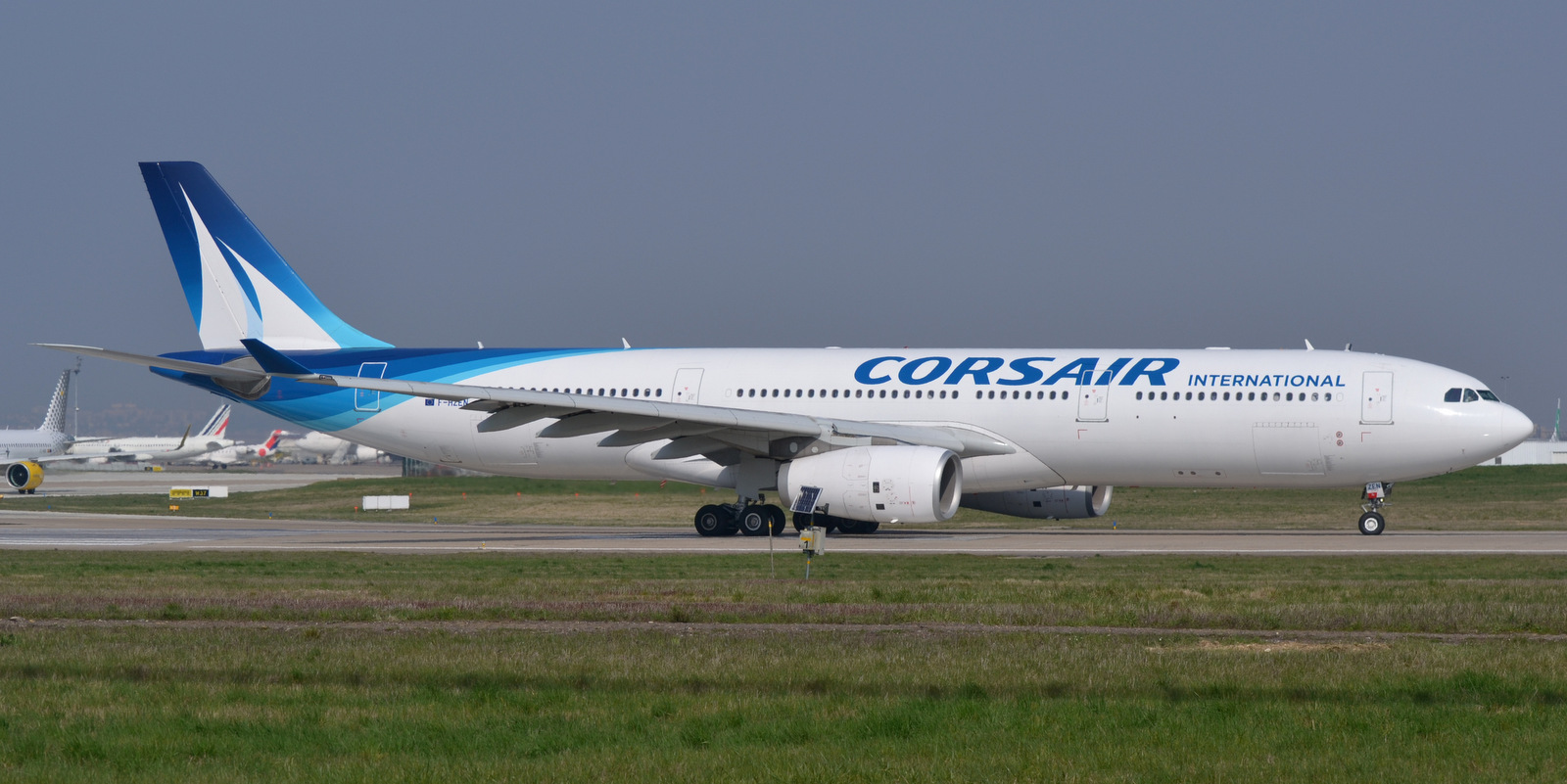
Un Airbus A330-300.

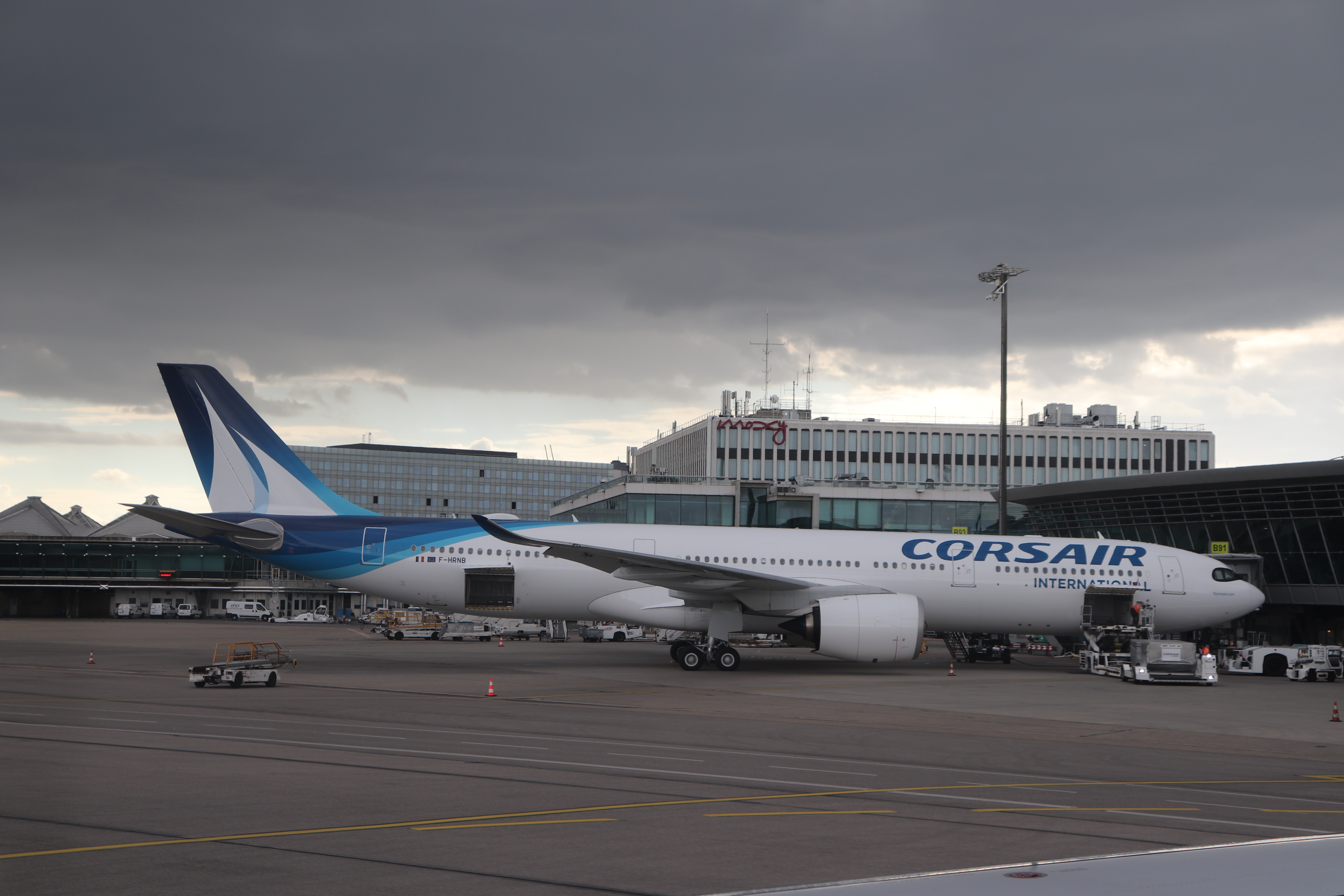
Un Airbus A330-900neo.

A settembre 2024 la flotta di Corsair International è così composta:

### Flotta storica

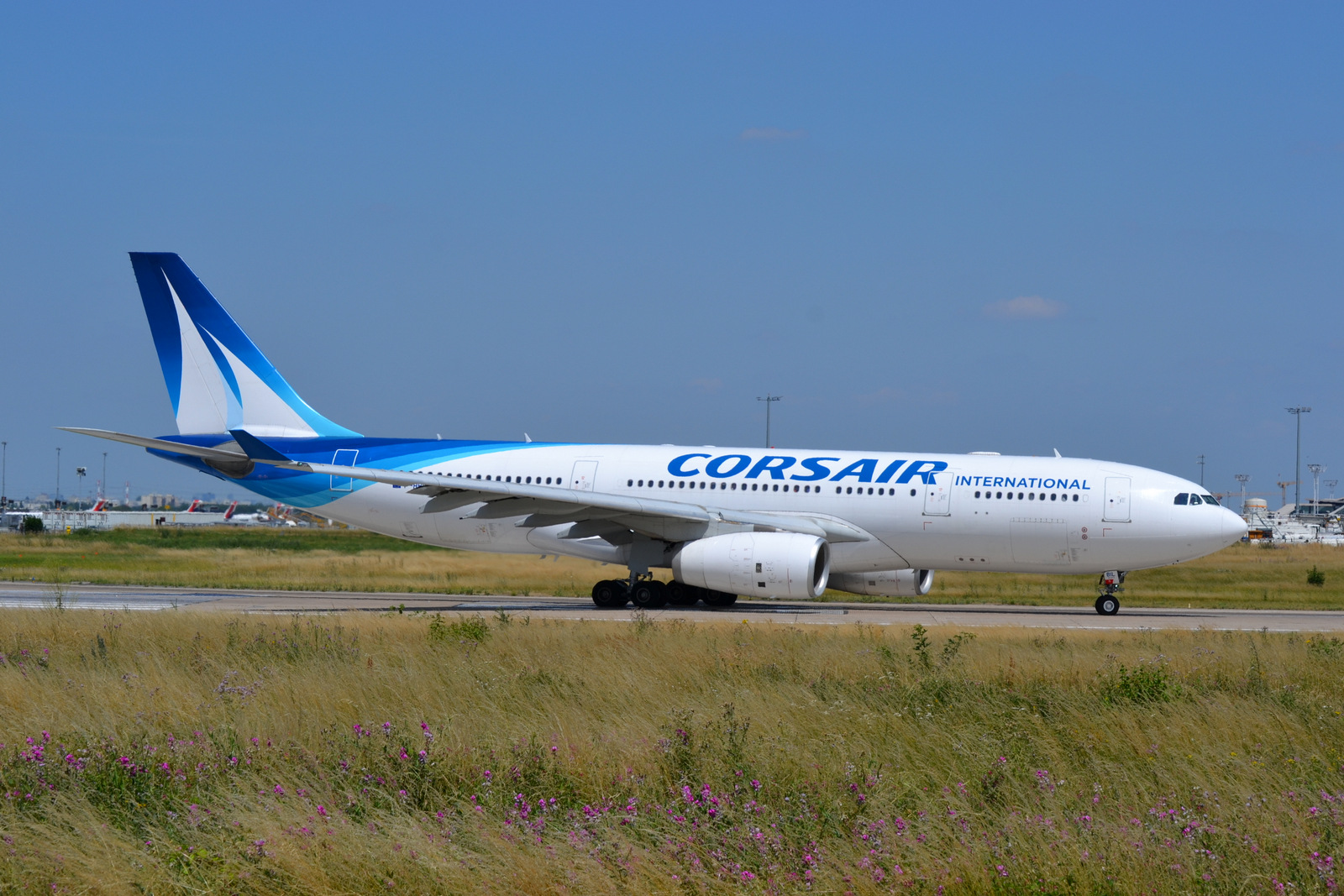
Un Airbus A330-200.

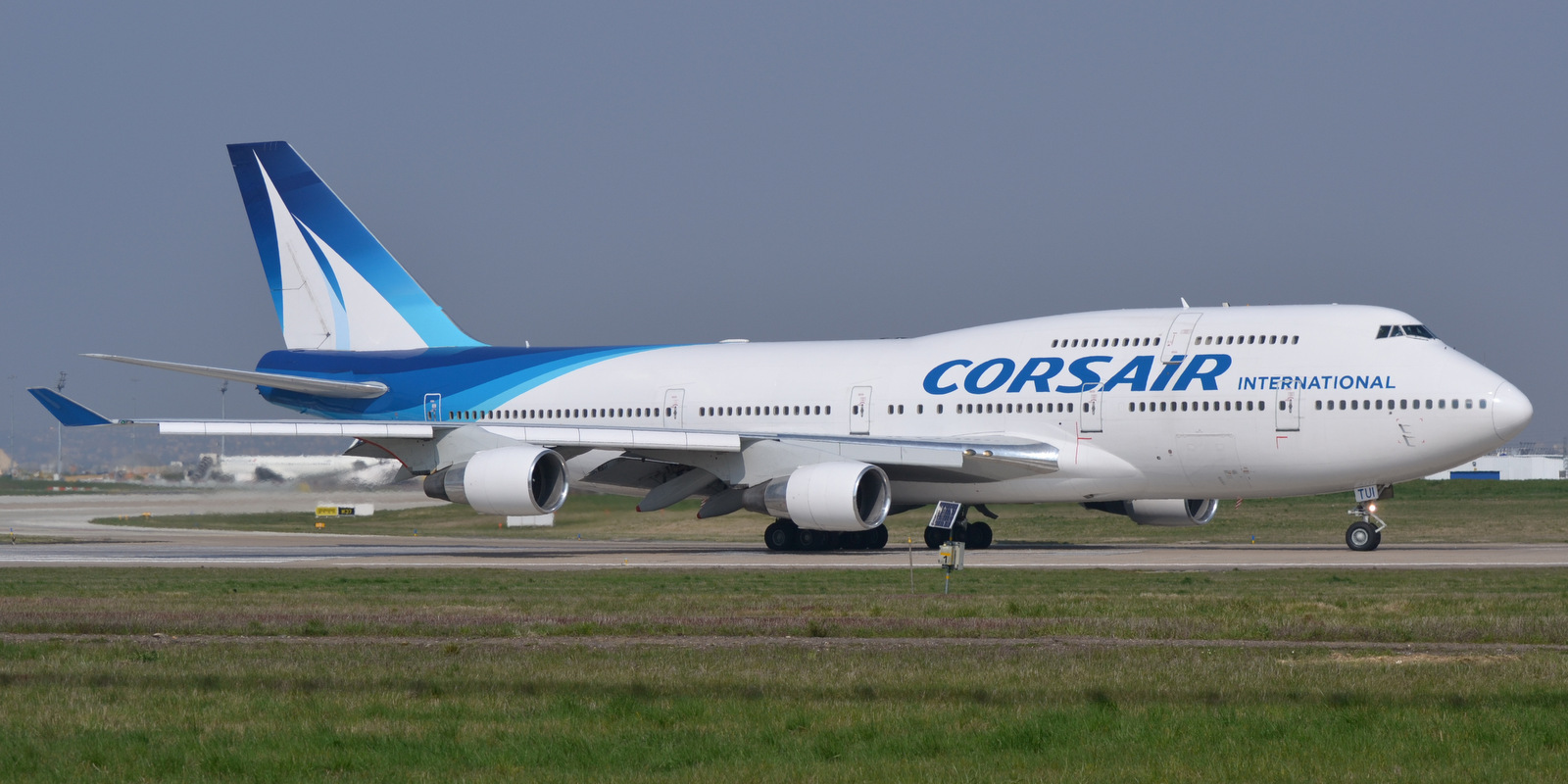
Un Boeing 747-400.

Nel corso degli anni, Corsair International ha operato con i seguenti aeromobili: